# Хыхла, Зыгмунт
Зыгмунт Хыхла (пол. Zygmunt Chychła, 6 ноября 1926, Данциг — 26 сентября 2009, Гамбург) — польский боксёр.

## Биография
Родился Зыгмунт Хыхла в Данциге 5 ноября 1926 года, занимался боксом в клубе Gedania, во время Второй мировой войны воевал во Втором Польском корпусе. На Олимпиаде 1948 года в Лондоне дошёл до четвертьфинала. На Играх 1952 года Зыгмунт Хыхла одолел в финале Советского боксёра Сергея Щербакова и завоевал золотые медали Олимпиады, став первым Олимпийским чемпионом от Польши в послевоенной истории.
В 1951—1952 годах Зыгмунт Хыхла признавался Спортсменом года Польши.
В 1951 году в Милане и в 1953 году в Варшаве Зигмунт Хыхла стал чемпионом Европы по боксу. После из-за проблем с туберкулёзом покинул спорт, а в 1970 году сбежал в Западную Германию, где и умер в Гамбурге в 2009 году.